# Chlorophorus micheli
Chlorophorus micheli là một loài bọ cánh cứng trong họ Cerambycidae.